# Shushufindi
Shushufindi – miasto w północnym Ekwadorze, w prowincji Sucumbíos. Stolica  kantonu Shushufindi.